# Юханссон, Юнатан Лиллебрур
Ю́натан Ли́ллебрур Ю́ханссон или Йо́натан Ли́ллебрур Йо́ханссон (швед. Jonatan Lillebror Johansson; род. 16 августа 1975, Стокгольм) — финский футболист и тренер, игравший на позиции нападающего. Провёл 105 матчей за сборную Финляндии, в которых забил 22 мяча.

## Биография
Юнатан Юханссон дебютировал в финском клубе «Паргас» в 1994 году. В 1995 году он был переведён в клуб Вейккауслиги ТПС. За два проведённых в ТПС сезона Юханссон забил 6 голов и сыграл 32 игры. В 1997 году Юханссон был куплен эстонским клубом «Флора». За «Флору» Юханссон отыграл один сезон, а затем подписал контракт на три года с шотландским клубом «Рейнджерс».
В 2000 году был куплен английским клубом «Чарльтон Атлетик». В клубе Юханссон 6 лет, сыграв за это время 148 матчей и забив 27 голов. В 2006 году Юханссон на правах аренды выступал за английский «Норвич Сити», а затем перешёл в шведский «Мальмё», подписав с клубом контракт на 2 года. За два года выступлений за «Мальмё» Юнатан провёл 48 матчей и забил 20 мячей. В 2008 году Юханссон подписал контракт на полтора года с шотландским клубом «Хиберниан». В сентябре он покинул клуб. В октябре подписал контракт с шотландским клубом «Сент-Джонстон». 8 февраля 2010 года объявил о своём возвращении в ТПС. Провёл за неё один сезон и 23 марта 2011 года объявил о завершении профессиональной карьеры игрока.
Юханссон выступал за юношеские сборные Финляндии и участвовал в молодёжных чемпионатах Европы. С 1996 по 2010 год играл за сборную Финляндии и провёл за неё более ста матчей.

## Личная жизнь
Брат Йеспер (род. 1979) также футболист.